# Дасье, Жак-Антуан
Жак-Антуан Дасье (фр. Jacques-Antoine Dassier, 13 ноября 1715, Женева — 2 ноября 1759, Копенгаген) — швейцарский медальер и резчик монетных штемпелей.

## Биография

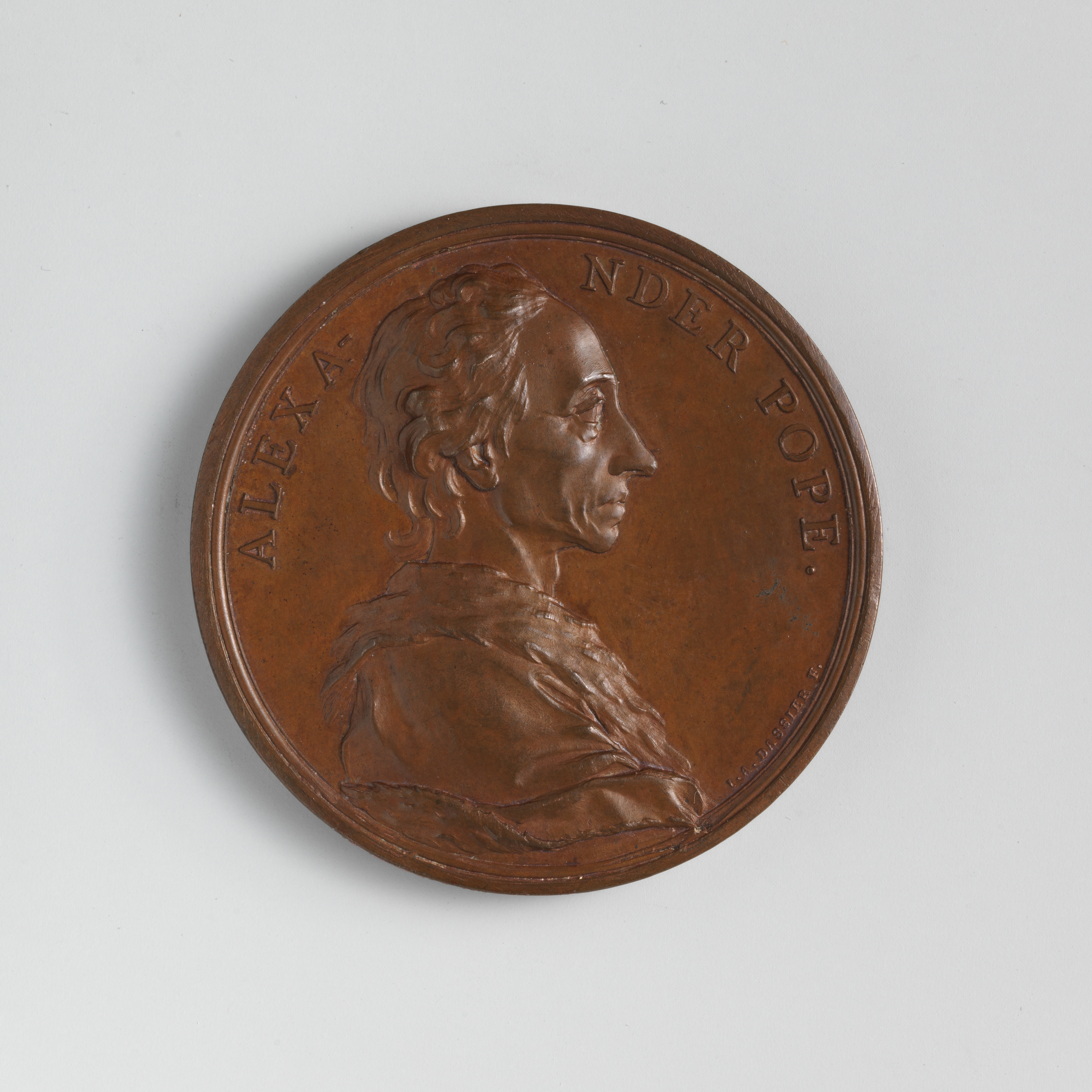
Медаль в честь Александра Поупа, 1741 год

Сын женевского медальера Жана Дасье. В 1732—1735 годах учился в Париже, а в 1737—1738 — в Риме. После возвращения из Италии работал помощником отца на Женевском монетном дворе. С 1741 по 1756 год работал на Королевском монетном дворе в Лондоне, с 1756 года — на Санкт-Петербургском монетном дворе.
Умер в 1759 году в Копенгагене от туберкулёза.
Создал ряд портретных медалей, в том числе медали в честь короля Георга II, императрицы Елизаветы Петровны, Шарля Монтескьё, Роберта Уолпола, лорда Честерфилда. Совместно с отцом создал серию медалей, посвящённых римской истории.
В Санкт-Петербурге им были изготовлены штемпеля для золотого десятирублёвика и серебряного рубля 1757 года.